# Heimat unter heißer Sonne
Heimat unter heißer Sonne (weitere Titel Cavalcade und OT in Argentinien Hombres salvajes) ist ein 1958 gedrehtes deutsch-argentinisches Filmdrama mit den beiden Deutschen Helmuth Schneider und Ruth Niehaus in den Hauptrollen. 

## Handlung
Ernst „Ernesto“ Herrera ist Nachkomme deutscher Einwanderer im argentinisch-uruguayischen Grenzgebiet der frühen 1870er Jahre, nahe dem Paraná-Fluss. Als Capitán hat er bei der heimischen Miliz Karriere gemacht. Derweil treibt eine Bande von Desperados ihr Unwesen in der Gegend. Gerade haben die Gesetzlosen ein Dorf überfallen und wertvolle Zuchtpferde gestohlen. Herrera wurde in die Bande eingeschleust, um ihr schnellstmöglich das Handwerk zu legen. Als Adjutant des Bandenchefs gerät er jedoch beim Pferderaub in die Hände der bestohlenen Dorfbewohner. Dadurch ändert sich seine Situation dramatisch.
Denn wie es auf dem amerikanischen Kontinent gang und gäbe ist, fackelt man mit Pferdedieben nicht lange: Man hängt sie kurzerhand auf! Jetzt weiß Herrera nur noch die liebliche, blonde Juanita an seiner Seite. Doch die Dinge ändern sich schlagartig, als eine handfeste Katastrophe über alle hineinbricht: Ein Erdrutsch verursacht eine Schlammlawine, die mehrere Dorfbewohner verschüttet. Nun ist es an Herrera zu zeigen, wozu er im Stande ist. Anstatt die Gunst der Stunde zu nutzen und vor dem Lynchmob zu türmen, leitet der Capitán die Rettungsarbeiten, gerät dabei selbst in Lebensgefahr und gewinnt schließlich mit seinem todesmutigen Einsatz bei den Einheimischen viel Respekt und Juanitas Liebe.

## Produktionsnotizen, Veröffentlichung
Die Dreharbeiten zu dieser ersten deutsch-argentinischen Co-Produktion fanden 1958 in Argentinien und Uruguay statt, produziert wurde der Film von der Robert Philippi Film GmbH, München und Cinematografica Cevi S.R.L., Buenos Aires. Die Arbeitstitel des Films lauteten Heimat unter fremden Sternen und Cavalcade am Parana.
Die Uraufführung des Films erfolgte am 4. Dezember 1959 in mehreren deutschen Städten. Die Premiere im mitproduzierenden Argentinien war am 31. März 1960.

## Kritiken
Für das Lexikon des Internationalen Films war Heimat unter heißer Sonne lediglich ein „Läppischer Abenteuerfilm.“ Cinema sah das genauso, dort hieß es: Ein täppischer Mix von Heimat- und Abenteuerfilm.
Auch die argentinisch-hauptstädtische Zeitung La Prensa urteilte nicht gnädiger: „Zwei Regisseure sind für diesen Film verantwortlich ... aber zu keiner Zeit wird die Anwesenheit eines echten Regisseurs wahrgenommen.“